# Sørfjorden (Bindal)
 For alternative betydninger, se Sørfjorden. (Se også artikler, som begynder med Sørfjorden)
Sørfjorden er en 19 kilometer lang fjord i Bindal kommune i Nordland og Nærøy kommune i Trøndelag fylke i Norge.
Den begynder ved Terråk i Bindal og går derfra i sydvestlig retning. Ved bygden Breivika, som ligger på sydsiden af fjorden, smalner den ind fra to til under en kilometers bredde. Ved Årsandøya går fjordarmen Kollbotnet mod syd. Her drejer fjorden mod vest, og ved Djupvikvågen mod nordvest, før den ved Kvitnesodden igen drejere mod vest og smalner ind til nogle få hundrede meters bredde og fortsætter frem til fjordbunden ved bygden Simle i Nærøy.
Fylkesvej 801 følger sydsiden af fjorden fra Terråk og går over Kollstraumen, indløbet til Kollbotnet, på den fredede Kollstraumen bro. Riksvej 801 slutter på den anden side af Kollstraumen, hvor den møder fylkesvej 17 som går videre mod vest langs sydsiden af fjorden. Ved Simlestraumen krydser Rv17 fjorden og går mod nord, mens fjorden og fylkesgrænsen mellem Nordland og Nord-Trøndelag går mod vest til Simlebotn.